# 岡山大学医療技術短期大学部
−
岡山大学医療技術短期大学部（おかやまだいがくいりょうぎじゅつたんきだいがくぶ、英語: School of Health Sciences Okayama University）は、岡山県岡山市鹿田町2-5-1に本部を置いていた日本の国立短期大学である。1987年に設置され、2002年に廃止された。大学の略称は岡大医短。

## 概要

### 大学全体
- 岡山県岡山市[注 2]に所在した日本の国立短期大学で、併設元は岡山大学医学部。
- 岡山大学医学部に併設される形で1987年に3 学科体制で開学[注 3]。専攻科も順次設置され、当時では中国地方では最新の国立医療系短大となっていた。
- 1998年度の入学生を最後に[注釈 2]、2002年に短期大学としての使命を終える[注釈 3]

### 教育および研究
- 岡山大学医療技術短期大学部は医療技術者養成に特化した短大となっており、大学病院での臨床実習が取りいれられていた。

### 学風および特色
- 岡山大学医療技術短期大学部は、1922年創立の岡山医科大学附属医院産婆看護婦養成科に始まり、とりわけ看護教育には伝統がある。

## 沿革
- 1922年
  - 岡山医科大学附属医院産婆看護婦養成科を置く。
- 1945年
  - 岡山医科大学附属病院委員厚生女学部と改称。
- 1949年
  - 12月 岡山医科大学附属厚生女学部と改称。
- 1951年
  - 岡山大学医学部看護学校に改組。
- 1955年
  - 岡山大学医学部附属看護学校に改組。
- 1969年
  - 岡山大学医療技術短期大学部への昇格構想がはじまる[8]。
- 1986年
  - 10月1日 左記を以て文部省[注 4]より短期大学の設置が認可される[注 5]。
  - 4月1日 岡山大学医療技術短期大学部が以下の学科体制にて開学[注 6]
    - 看護学科 入学定員80名
    - 診療放射線技術学科 入学定員40名
    - 衛生技術学科 入学定員40名

  - 5月1日 学生数[15]/定員
    - 看護学科 81[注釈 4]/80
    - 診療放射線技術学科 40[注 7]/40
    - 衛生技術学科 40[注 8]/40
- 1988年
  - 5月1日 学生数[16]/定員
    - 看護学科 160[注釈 4]/160
    - 診療放射線技術学科 79[注 9]/80
    - 衛生技術学科 79[注 10]/80
- 1990年
  - 4月1日 専攻科の設置が認められ、以下の課程を設ける[注 11]。
    - 助産学特別専攻 入学定員20名[注 12]
- 1992年
  - 5月1日 学生数[注 13]/定員
    - 看護学科 237[注 14]/240
    - 診療放射線技術学科 124[注釈 5]/120
    - 衛生技術学科 124[注釈 5]/120
- 1998年
  - 4月1日 この年度で短期大学としての学生募集を最終とする[注釈 2]。
  - 5月1日 学生数[23]/定員
    - 看護学科 240[注釈 6]/240
    - 診療放射線技術学科 131[注 15]/120
    - 衛生技術学科 123[注 16]/120
- 1999年
  - 5月1日 学生数[24]/定員
    - 看護学科 164[注釈 6]/160
    - 診療放射線技術学科 86[注 17]/80
    - 衛生技術学科 85[注 18]/80
- 2002年
  - 3月31日 左記をもって正式に廃止となる[注釈 3]。

## 基礎データ

### 所在地
- 岡山県岡山市鹿田町2-5-1[注釈 1]

### 象徴
- 岡山大学を参照。

## 教育および研究

### 組織

#### 学科
- 看護学科 入学定員80名[注釈 7]
- 診療放射線技術学科 入学定員40名[注釈 7]
- 衛生技術学科 入学定員40名[注釈 7]

#### 専攻科
- 助産学特別専攻 入学定員20名[注 19]

#### 別科
- なし

#### 取得資格について
受験資格
- 看護師：看護学科
- 診療放射線技師：診療放射線技術学科
- 臨床検査技師：衛生技術学科

### 研究
- 『岡山大学医療技術短期大学部専攻科助産学特別専攻における助産学実習の実際｢産褥期集団指導｣』[29]
- 『岡山大学医療技術短期大学部紀要』[30]

## 施設

### キャンパス
- 設備：岡山大学鹿田キャンパス内に短大独自の校舎があった。鹿田キャンパスの概要については、岡山大学を参照。

## 対外関係

### 系列校
- 岡山大学

## 卒業後の進路について

### 就職について
- 岡山大学病院をはじめ医療機関への就職者が多いものとなっていた。

### 編入学・進学実績
- 看護学科では、本短大の専攻科へ進学した人もいる。

## 関連サイト
- 岡山大学沿革
- 岡山大学医学部沿革